# Jinhua
Jinhua (kinesisk skrift: 金华市, pinyin: Jīnhuá Shì) er et bypræfektur i provinsen Zhejiang i Folkerepublikken Kina. Jinhua har en veludviklet økonomi, og ligger ca 300 kilometer syd for Shanghai, i en dal. 
Jinhua har ca 4.614.100 indbyggere med en befolkningstæthed på 422,6 indb./km2 (2008) og et areal på 10.900 km².
Jinhua er kendt for sine madspecialiteter jinhuaskinke og dousha subing, det sidste er sødt bagværk af røde bønner. 

## Administrative enheder
Jinhua består af to bydistrikter, fire byamter og tre amter:
- Bydistriktet Wucheng – 婺城区 Wùchéng Qū ;
- Bydistriktet Jindong – 金东区 Jīndōng Qū ;
- Byamtet Lanxi – 兰溪市 Lánxī Shì ;
- Byamtet Yongkang – 永康市 Yǒngkāng Shì ;
- Byamtet Yiwu – 义乌市 Yìwū Shì ;
- Byamtet Dongyang – 东阳市 Dōngyáng Shì ;
- Amtet Wuyi – 武义县 Wǔyì Xiàn ;
- Amtet Pujiang – 浦江县 Pǔjiāng Xiàn ;
- Amtet Pan'an – 磐安县 Pán'ān Xiàn.

## Trafik
Kinas rigsvej 330 løber gennem området. Den fører mod nordvest fra Wenzhou i Zhejiang til Shouchang i Jiande i samme provins.
29°5′33″N 119°39′28″Ø / 29.09250°N 119.65778°Ø